# Fossombronia pusilla
Fossombronia pusilla là một loài Rêu trong họ Fossombroniaceae. Loài này được (L.) Dumort. mô tả khoa học đầu tiên năm 1835.